# Французький ліцей Гавани Алехо Карпентьєра
Французький ліцей Гавани Алехо Карпентьєра (фр. Lycée Français de La Havane Alejo Carpentier ; ісп. Escuela Francesa de La Habana "Alejo Carpentier")  — це одна із 566 розташованих за кордоном французьких міжнародних шкіл, мережа яких охоплює 138 держав світу, і якою опікується Французьке державне агентство у сфері освіти за кордоном (Agence pour l'Enseignement Français à l'Étranger — AEFE), що підпорядковується  Міністерству закордонних справ Франції і відповідає за підтримку розташованих за межами Франції французьких шкіл.
У ліцеї навчаються, в основному, діти франкомовних емігрантів, працівників французького посольства і представництв та, з дозволу кубинської влади, і діти кубинців, які мають подвійне громадянство та мають закордонний паспорт. Станом на 2023 навчальний рік у ліцеї навчалося 98 дітей французів.
Навчальний заклад є екзаменаційним центром для DNB та бакалаврату. Учні випускного класу (фр. Terminale) використовують платформу «ParcoursSup» для вступу до вищої освіти у Франції.

## Коротка історія
Ліцей було засновано у 1972 як «École française de La Havane» (укр. Французька школа Гавани).
8 травня 2012 року французька середня школа Гавани отримала ім'я одного з найбільш відомих кубинських письменників Алехо Карпентьєра. На церемонії головували пані Анн-Марі Дескот (директор Французького державного агентства у сфері освіти за кордоном) і пан Жан Мендельсон (посол Франції на Кубі).
У цьому ж, 2012 році було відкрито 2-ий кампус школи, розташований неподалік від першого, а у 2016-му — і третій, де розташувався дитячий садочок.
У 2018 році після затвердженню випускних класів, школа стала ліцеєм.
З початку 2021 навчального року були офіційно відкриті міжнародні секції іспанської мови в початковій та середній школі, а також секцію BachiBac у старшій школі, що надає можливість випускникам ліцею отримати два дипломи про середню освіту за академічною кваліфікацією Іспанії (ісп. Bachillerato) та Франції (фр. Baccalauréat)  — «BachiBac». Ці дипломи приймаються і визнається вищими навчальними закладами Іспанії та Франції.

## Мовні програми
Основною мовою навчання є французька. Усі учні школи, починаючи із дитячого садочка, вивчають іспанську як іноземну мову. Починаючи із підготовчого класу (фр. cours préparatoire (CP)), усі учні розпочинають вивчати англійську, як другу іноземну. У коледжі, починаючи із 6-го класу, вводиться варіант LV3 із вивчення китайської (мандарин).

## Структура навчального закладу
Навчальний заклад забезпечує навчання і виховання школярів у віці від 3 до 17 років, починаючи від молодшої групи дитячого садочка (фр. Petite section), і закінчуючи випускними середньої школи (фр. Terminale), та включає:
- дитячий садочок;
- початкову школу (CP, CM);
- середню школу, до якої входять:
  - коледж (з 6-го по 3-ій клас);
  - ліцей (з 2-го по випускний клас).

| Вид школи | Niveau de l'école            | Дитячий садочок | Дитячий садочок | Дитячий садочок | Початкова школа | Початкова школа | Початкова школа | Початкова школа | Початкова школа | Середня школа | Середня школа | Середня школа | Середня школа | Середня школа | Середня школа | Середня школа |
| Вид школи | Niveau de l'école            | Дитячий садочок | Дитячий садочок | Дитячий садочок | Початкова школа | Початкова школа | Початкова школа | Початкова школа | Початкова школа | Коледж        | Коледж        | Коледж        | Коледж        | Ліцей         | Ліцей         | Ліцей         |
| --- | ---------------------------- | --------------- | --------------- | --------------- | --------------- | --------------- | --------------- | --------------- | --------------- | ------------- | ------------- | ------------- | ------------- | ------------- | ------------- | ------------- |
| Вік школярів | Âge des écoliers             | 3               | 4               | 5               | 6               | 7               | 8               | 9               | 10              | 11            | 12            | 13            | 14            | 15            | 16            | 17            |
| Рік навчання в школі | NSW                          | K minus 2       | K minus 1       | K               | 1               | 2               | 3               | 4               | 5               | 6             | 7             | 8             | 9             | 10            | 11            | 12            |
| Освітній рівень (класи) | Niveau d'éducation (niveaux) | Petite section  | Moyenne section | Grande section  | CP              | CE1             | CE2             | CM1             | CM2             | 6ème          | 5ème          | 4ème          | 3ème          | 2ème          | 1ème          | Terminale     |
| Примітки: CP — cours préparatoire (укр. підготовчий курс) CE1 — cours élémentaire niveau 1 (укр. початковий курс рівень 1) CE2 — cours élémentaire niveau 2 (укр. початковий курс рівень 2) CM1 — cours moyen 1 (укр. середній курс 1) CM2 — cours moyen 2 (укр. середній курс 2) 6ème — sixième (укр. шостий (клас) і т. д. — 5-ий, … і до 1-го) Terminale — випускний (клас) |                              |                 |                 |                 |                 |                 |                 |                 |                 |               |               |               |               |               |               |               |